# 姆利尼夫卡河 (卡佩利夫卡河支流)

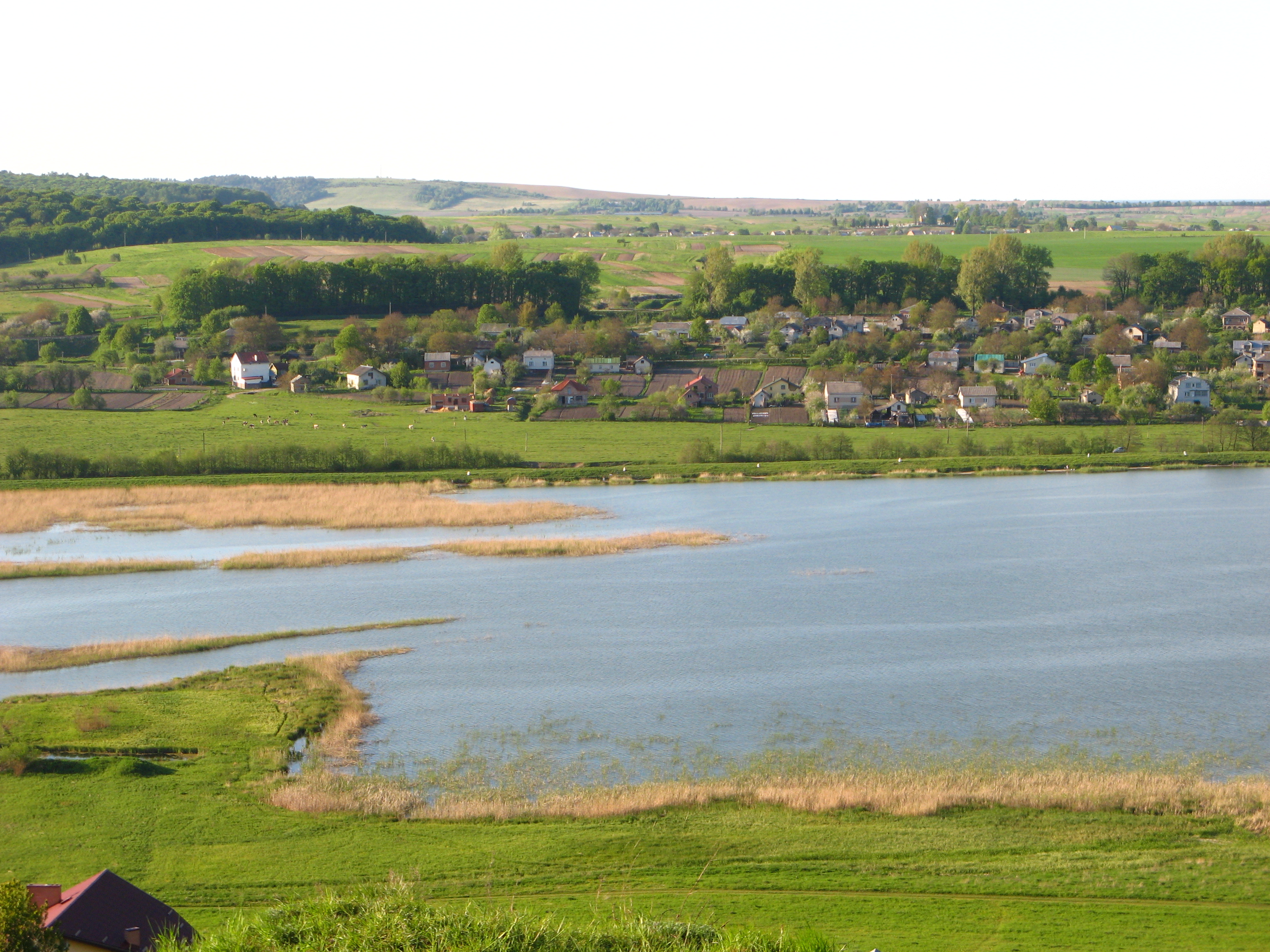

姆利尼夫卡河（烏克蘭語：Млинівка），是烏克蘭西部的河流，屬於卡佩利夫卡河的支流。該河流經利維夫州的利維夫區，河道全長12公里，流域面積352平方公里。